# Amazonok-barlangja
Az Amazonok-barlangja Magyarország megkülönböztetetten védett barlangjai közül az egyik. A Duna–Ipoly Nemzeti Park területén lévő Pilis hegységben található.

## Leírás
Pomázon, a nagy kőfejtőtől induló földút mellett, a földútnak a település szélső házaitól átellenes oldalán, az út egyik nagy kanyarja előtt helyezkedik el a barlang. Enyhén lejtő hegyoldalban lévő sziklás, nyílt terepen nyílik természetes, de átalakított és vaslemezajtóval lezárt bejárata, amely 50×50 cm-es, kör alakú és függőleges tengelyirányú. A könnyen megtalálható bejárat könnyen, gépkocsival is megközelíthető helyen van.
A barlang triász mészkőben jött létre karsztvízszint alatti oldódással. Jelenleg inaktív. Az elágazó és többszintes barlangban változóak a lejtésviszonyok. Kürtő, akna, gömbfülke, gömbüst, kalcittelér, ősmaradványok, függőcseppkövek, állócseppkövek, cseppkőoszlopok, szalmacseppkövek, cseppkőlécek, cseppkőzászlók, cseppkőlefolyások, cseppkőbekérgezések, visszaoldott kiválások, montmilch, kristályos borsókövek és típusos (gömbös) borsókövek figyelhetők meg benne.
Engedéllyel és barlangjáró alapfelszereléssel tekinthető meg. Könnyen járható a kiépítetlen barlang. Egy nap legfeljebb két csoport látogathatja. Egy csoport maximum 8 személyből állhat.
A nehezen nyíló ajtón lebújva egy 3 m hosszú vaslétrán lehet leereszkedni a barlang első tág termébe. Rengeteg a szemét ebben a teremben. Ebből a teremből tovább lefelé megint egy kb. 3 m-es létrán lehet leereszkedni. A létra alján található az első nagy bontási, ill. a későbbi bejutási pont. Az innen kitermelt kisebb-nagyobb kőzettörmeléket a jobb oldali falon depózták le biztonságosan. A lebújás feletti jobb oldali falon nagy foltokban montmilch, valamint visszaoldott cseppkőzászlók vannak. Ezek közül néhány szintén montmilchhel van borítva, és ezen a részen sok, de jelentéktelen méretű borsókő is megfigyelhető. A lebújásnál a barlangszelvény szűkül, és a járat pár méteren át meredeken lefelé tart. Ezen a részen sok épen maradt ősmaradvány (megalodus) van a falon.
A meredek lemászás után a járat vízszintesen, nedves-agyagos aljzattal kúszójáratként folytatódik, ahol kicsi, fehér és visszaoldott függőcseppkövek keletkeztek. A szépen oldott mennyezetű folyosóban négykézláb tovább haladva lehet elérni a barlang legnagyobb termét (Panorámás-terem). A nagyrészt állva is járható, a barlang eddigi részeihez képest megdöbbentő méretű terem bal oldalán a mennyezeten sok kicsi cseppkőcsap, állócseppkövek, cseppkőlefolyások és farkasfogas cseppkőzászlók láthatók. A terem majdnem teljesen taposott aljzatán a mennyezetről leszakadt kőtömbök, néhány helyen kicsepegéses kutak és kis cseppkőoszlopok vannak. Jobb oldalon a mennyezeten egy kb. 2 m átmérőjű teljesen szabályos gömbüst, alatta sok kipreparálódott kalcitér és megalodus tekinthető meg.
A terem belsőbb részében egy 1×1,5 m átmérőjű kb. 6–7 m mély és végig szögletes szelvényű kutatóakna van mélyítve, amely még nem érte el a szálkövet, és ezért mind a négy oldalán csak agyagfal található. Ettől a bontási ponttól a járat az egyik irányban egy tekintélyes méretű törmeléklejtőn felfelé, a másik irányban hozzávetőleg vízszintesen a szálkőfal mellett egy szűk kuszodában folytatódik. Ez a két járat pár 10 m után megint egyesülve fejeződik be. A törmeléklejtőn felfelé haladó szakasz járható állva és majdnem teljesen háromszög szelvényű.
Itt a főtén néhány, kb. 1 m átmérőjű gömbüst és cseppkőcsapok találhatók. A bal oldali falat pár helyen több m²-en apró borsókövek, a főtét vékony kalcitér díszíti. A törmeléklejtő tetején egy kis átbújón átbújva egy kis terem következik, amelyből 4–5 m magas kürtőszerű járat kezdődik felfelé. Lefelé egy csőszerűen szűkülő kis folyosó indul, amely egyesül a jobb oldali szálkőfal mellett induló járattal. A barlangnak ezen a felső részén a földbe ágyazódott kis kőtömbökön fehér színű letörölhető bevonat képződött, a mennyezetről pedig gombafonalak (?) lógnak le sok helyen. Az egész barlang bejárása kb. 1 órát vesz igénybe.
1997-ben volt először Amazonok-barlangja néven nevezve a barlang az irodalmában. Előfordul a barlang az irodalmában Amazon-barlang (Kocsis 1997) és Amazonok barlangja (Leidinger 1999) neveken is.

## Kutatástörténet

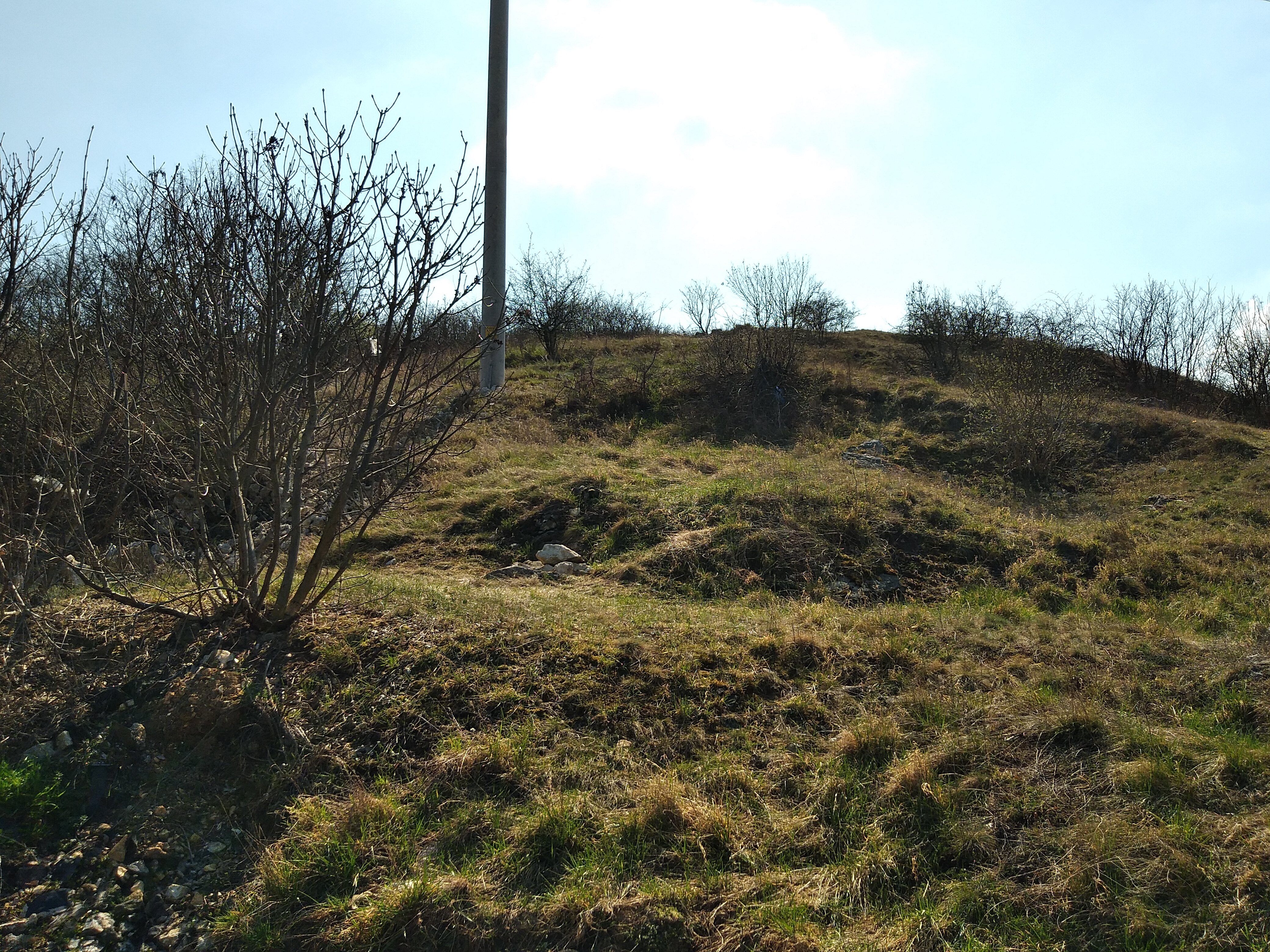
A barlang bejáratának környéke

Az 1961. júniusi Karszt- és Barlangkutatási Tájékoztatóban meg van említve, hogy a Lóczy Lajos Barlangkutató Csoport tagjai az elmúlt hetekben a pomázi kőfejtő közelében két üreget kutattak fel, egy közeli ház udvarán pedig a helyi lakók útmutatása alapján bontással feltártak három üreget egy barlangban. Ez utóbbi helyen folytatják a feltárást a barlangkutatók, azután sor kerül az előbb említett kisebb üregek kutatására is. Az 1967-ben napvilágot látott, Pilis útikalauz című könyvben meg van említve, hogy az Oszoly K-i folytatását képező Majdán-fennsíknak az É-i, Dera-patakra néző oldalában, a Pomáz szélső házai mellett található kőfejtő közelében néhány kis üreg nyílik.
Az 1974-ben megjelent, Pilis útikalauz című könyvben, a Pilis hegység és a Visegrádi-hegység barlangjainak jegyzékében (19–20. old.) meg van említve, hogy a Pilis hegység és a Visegrádi-hegység barlangjai között vannak a Majdán-fennsík üregei. A Pilis hegység barlangjait leíró résznek a Majdán-fennsík üregeiről szóló leírása megegyezik az 1967-ben kiadott útikalauz Majdán-fennsík üregeit bemutató leírásával. Az 1991-ben megjelent útikalauzban meg van ismételve az 1967-es útikalauzban lévő ismertetés, amelyben a pomázi kőfejtő közelében elhelyezkedő kis üregek vannak megemlítve.
Az 1997. évi MKBT Tájékoztatóban megjelent közlemény szerint a Pomázon található Amazonok-barlangja bejáratát az Anubisz Barlangkutató Csoport 1997 februárjában fedezte fel, amelyet egy nagy havazás impozáns méretű kigőzölgése segített. A szálkőben kezdődő bejárati akna 50–60 cm átmérőjű. Az akna 1,5 m mélyen egy 3 m széles és harang alakú aknába vezet. A csoport tagjai 9 m mélyre ereszkedtek le ebben az aknában és akkor érték el a járatnak azt a részét, amelyet a mennyezetből kifagyott kőtömbök zártak le. A lazán összeállt omladék résein keresztül egy tág aknát láttak, amelyben a ledobott kő 4–5 m-t zuhant pattogva. Az omladék eltávolítása után leereszkedtek az aknán és 2 m átmérőjű lapos kis terembe jutottak.
A jól érzékelhető huzat irányát követve, egy nagyon szűk homokos-agyagos kuszodán átpréselődve elérték a barlang legnagyobb termét, amelynek Panorámás-terem a neve. A terem 29,7 m hosszú, 8–10 m széles és 1–3 m között változik magassága a terem végpontját jelentő omladékhegy irányában növekedve. 25 m-t jutottak előre az omladékban kis bontásokkal. A feltárás ezen a részen egy szépen oldott kis teremben tart, ahol a kutatók egy időszakos vízfolyás patakmedrét és az erősödő huzatot követik. A közleményhez mellékelve lett az Amazon-barlang hossz-szelvény térképe. 1997. május 24-én Kraus Sándor rajzolt helyszínrajzot, amelyen a Pomáz Ny-i részén lévő barlangok földrajzi elhelyezkedése van ábrázolva. A rajzon látható az Amazonok névvel jelölt barlang földrajzi elhelyezkedése.
Kraus Sándor 1997. évi beszámolójában az olvasható, hogy a jelentős, veszélyeztetett, 1997 előtt ismeretlen Amazonok-barlangja feltárás alatt van és nincs térképe. A barlang további kutatást igényel. A jelentésbe bekerült az 1997-es helyszínrajz. 1998. áprilisban kezdte el bontani az Anubisz Barlangkutató Csoport a Panorámás-teremből D-i irányba induló kuszodát. A barlang D-i irányba tartó kuszodás ágában a laza, könnyen bontható löszös-kvarchomokos kitöltésben az év végéig 15 m-t jutottak előre a csoport tagjai. A járat teljes hosszában kb. 15 cm-es légrés van, a kuszodában enyhe huzat érezhető. 1998. május 14-től a környezetvédelmi és területfejlesztési miniszter 13/1998. (V. 6.) KTM rendelete szerint a Duna–Ipoly Nemzeti Park Igazgatóság illetékességi területén, a Pilis hegységben található Amazonok-barlangja az igazgatóság engedélyével látogatható.
Az 1999. évi Pomázi Polgárban szó van arról, hogy a Pomázon található Majdánpolán talán az egyik legígéretesebb feltárás az Amazonok barlangja. A barlangban egy kb. 10 m-es függőleges kürtőn lemászva egy egyre szélesedő terembe lehet érkezni, amely a Panorámás-terem nevet kapta. A kutatók több ősállatcsontot találtak az omladék eltávolításakor. Legérdekesebb egy gyapjas orrszarvú lábszárcsontja, amelyet a Magyar Nemzeti Múzeumba szállítottak kormeghatározásra és egyéb vizsgálatok elvégzésére. 2000. szeptemberben Andrási Kornél, Bognár Csaba, Eigner Gábor, Hűvös András, Kapusinszky Beatrix, Kincses Richárd, Orosz Anikó, Sophie Dodelin, Szathmáry Zoltán és Szántai Eszter mérték fel a barlangot. A felmérés felhasználásával Bognár Csaba, Hűvös András és Vati Erika rajzolta, Hűvös András szerkesztette meg a barlang alaprajz térképét és metszet térképeit. A térképek 1:100 méretarányban mutatják be a barlangot.
A 2000-ben készült, Amazonok barlangja című kéziratban az van írva, hogy Pomáz DNy-i részén, a kőfejtőben és annak közelében három jelentős barlang helyezkedik el, a Felső-barlang, a Kétlyukú-barlang és az Amazonok barlangja. Közülük a 2. leghosszabb az Amazonok-barlangja. A barlang bejárata Pomáz felett, a kőfejtőtől K-re, a földút Pomázzal átellenes oldalán, sziklákkal tarkított bucka tövében, kb. 181 m tszf. magasságban helyezkedik el. A kéziratban látható 44 színes fénykép, amelyeken a barlang környéke és a barlang figyelhető meg. A kéziratba bekerült a barlang 1997-ben készült, vázlatos hossz-szelvény térképe és a 2000. évi felmérésen alapuló alaprajz térkép, valamint az ehhez kapcsolódó felmérési jegyzőkönyv.
A 2001. április 7-én írt állapotfelvételi kézirat szerint a részletesen felmért barlang 141 m hosszú, 12,6 m mély, 0 m magas, 12,6 m függőleges kiterjedésű és 50 m vízszintes kiterjedésű. Bejáráskor az ajtó csak bereteszelve volt, az ajtóban nem volt zár. A kutatók több helyen próbálkoztak bontással a barlang belsőbb részeiben, melyek egy részét valószínűleg folytatni fogják. Az Anubisz Barlangkutató Csoport 2001. évi jelentésében az olvasható, hogy 2001-ben végezte el a csoport a barlang részletes térképezését. A Panorámás-teremben a csepegő vizek miatt az agyagkitöltésben létrejövő, nagyon látványos csészék védelmének érdekében járóútvonalat jelölt ki műanyag fényvisszaverős pálcákkal. Tovább süllyesztették a tagok a terem talpszintjének kitöltésében mélyített rétegtanvizsgálati aknát. A gödörben 7 m mélyen sem érték el a szálkőtalpat.
A Panorámás-terem D-i oldalából induló Metró nevű járat végpontján a légréses járat talpszintjének folyamatos süllyesztésével 5 m-t jutottak előre. Véleményük szerint a barlangnak ebben a részében van a legnagyobb esély jelentős továbbjutásra, mert a járatirány a Majdán-fennsík alá irányul. Biztatónak találták az Óriás-kuszoda végponti részén észlelt friss besuvadás bontását, mert a suvadásból a kuszoda alatt lévő üregesedésre következtettek. A jelentéshez mellékelve lett az elkészült térkép. Az Anubisz Barlangkutató Szakosztály 2002-ben a barlang több pontján kutatóárkokat mélyített, hogy továbbjutási pontot találjon, de a jégkorszakban felszínre szakadt (azóta feltöltődött) egykori bejáratán át olyan nagy mennyiségű kitöltés jutott a barlangba, hogy a járatok feltöltöttsége nem teszi lehetővé további légteres járatok felfedezését.
A szakosztály 2002-ben befejezte a barlang kutatását. 2005. szeptember 1-től a környezetvédelmi és vízügyi miniszter 22/2005. (VIII. 31.) KvVM rendelete szerint a Duna–Ipoly Nemzeti Park Igazgatóság működési területén, a Pilis hegységben található Amazonok-barlangja a felügyelőség engedélyével látogatható. A Duna–Ipoly Nemzeti Park Igazgatóság működési területén, a Pilis hegységben elhelyezkedő, 4820/74 kataszteri számú Amazonok-barlangja, 2006. február 28-tól, a környezetvédelmi és vízügyi miniszter 8/2006. KvVM utasítása szerint, megkülönböztetett védelmet igénylő barlang.
2007. március 8-tól a környezetvédelmi és vízügyi miniszter 3/2007. (I. 22.) KvVM rendelete szerint a Duna–Ipoly Nemzeti Park Igazgatóság működési területén lévő Pilis hegységben elhelyezkedő Amazonok-barlangja az igazgatóság engedélyével tekinthető meg. A Duna–Ipoly Nemzeti Park Igazgatóság működési területén lévő, 4820-74 kataszteri számú Amazonok-barlangja, 2012. február 25-től, a vidékfejlesztési miniszter 4/2012. (II. 24.) VM utasítása szerint, megkülönböztetetten védett barlang. 2013. július 19-től a vidékfejlesztési miniszter 58/2013. (VII. 11.) VM rendelete szerint az Amazonok-barlangja (Pilis hegység, Duna–Ipoly Nemzeti Park Igazgatóság működési területe) az igazgatóság hozzájárulásával látogatható. 2021. május 10-től az agrárminiszter 17/2021. (IV. 9.) AM rendelete szerint az Amazonok-barlangja (Pilis hegység, Duna–Ipoly Nemzeti Park Igazgatóság működési területe) az igazgatóság engedélyével látogatható. A 13/1998. (V. 6.) KTM rendelet egyidejűleg hatályát veszti.